# Prix Russolo
 (novembre 2020).
Si vous disposez d'ouvrages ou d'articles de référence ou si vous connaissez des sites web de qualité traitant du thème abordé ici, merci de compléter l'article en donnant les références utiles à sa vérifiabilité et en les liant à la section « Notes et références ».

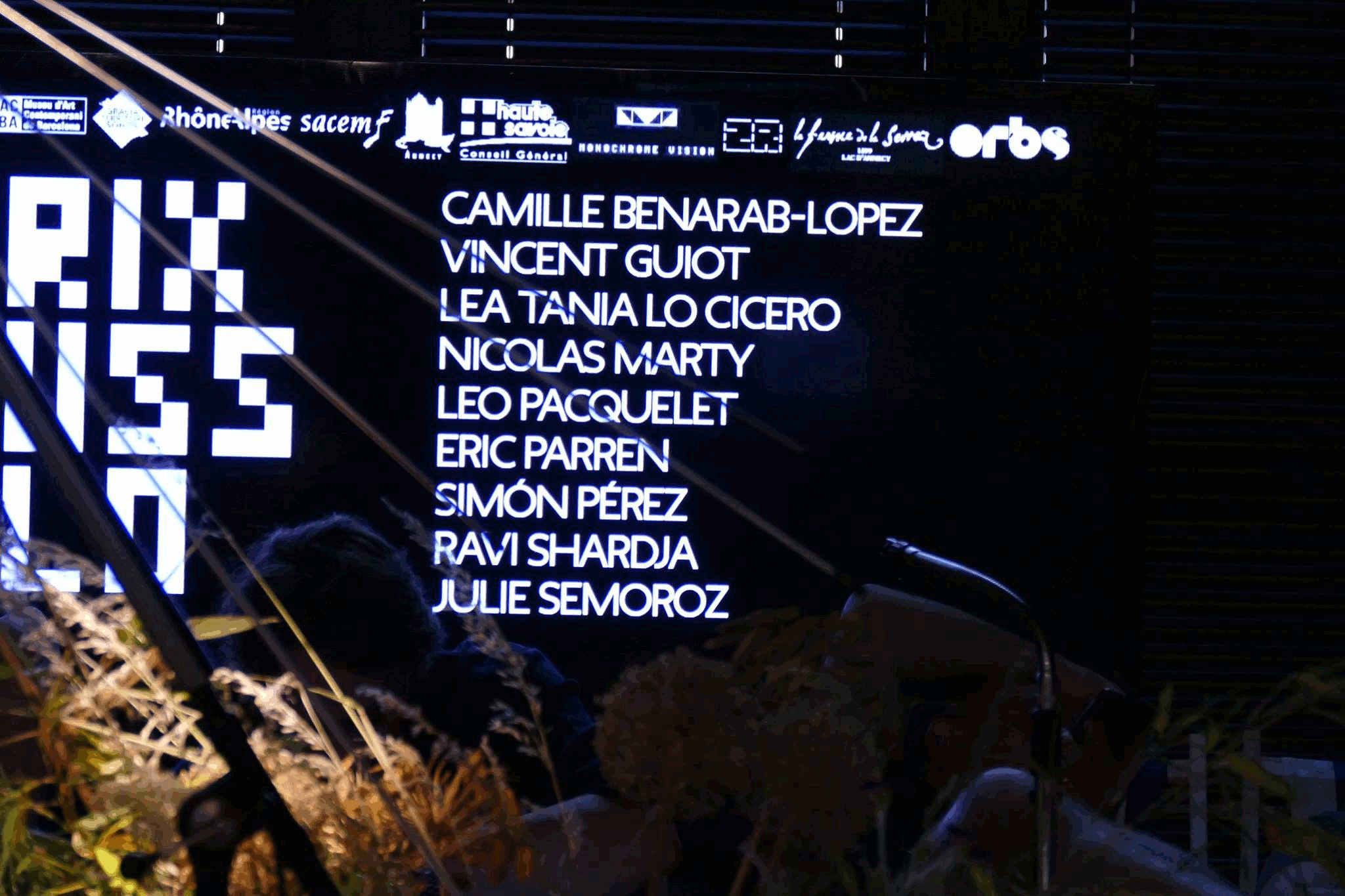
Sélection Prix Russolo 2016

Le Prix Russolo est une Récompense musicale en composition électroacoustique, créé en 1979 en hommage au peintre et compositeur italien Luigi Russolo, fondateur de la musique bruitiste. 
De sa véritable appellation Concorso internazionale Luigi Russolo di musica elettroacustica, ce prix a été organisé et décerné par la Fondation Russolo-Pratella à Varese en Italie, et dirigé par Gian Franco Maffina et Rossana Maggia.  
Après quelques années de pause, le prix est à nouveau organisé depuis 2010 par le Bruit de la neige - Philippe Blanchard à Annecy (France). Le prix Russolo s'est doté d'un comité de direction international avec des partenaires prestigieux tels que NoMus-Maddalena Novati (Milan IT), Audior -Dante Tanzi (Italie) Jan Kruml (Prague), Analix forever (Suisse), CARE (France), Bruit de la neige (France), Hayashi Kyohei (Japon), Louise Rossiter (University of Leicester UK), Pierre Jolivet (Trinity University of Dublin)... 

## Catégories
Le Prix Russolo s'adresse à l'origine à de jeunes compositeurs de musique électroacoustique et électronique. Lors de sa création en 1979 il n'existait qu'une catégorie (musique électroacoustique) avec un premier, un second et un troisième prix. Depuis 1993 le Prix proposait trois catégories : musique électronique seule, musique pour électronique et instrument(s) ou voix (musique mixte), et musique radiophonique. Depuis 2017, le Prix Russolo est attribué uniquement par le public de plusieurs concerts organisés dans le monde. 

## Jury
Le premier jury, en 1979 était composé de : Pietro Grossi, François Bayle, Carlo Piccardi, Gottfried Michael Koenig, Carlo Ferrario, Pierre Schaeffer, et Gian Franco Maffina.
Les jurys suivants furent composés de : Klaus Ager (A), François Bayle (F), Berndt R. Berndtson (SW), Michele Biasutti (I), Philippe Blanchard (F), Christian Calon (CND), Luis de Pablo (E), Antonio De Santis (I), Giuseppe Di Giugno (I), Roberto Dikmann (CH), Tsvetan Dobrev (BG), Denis Dufour (F), Juraj Duris (SK), Luigi Finarelli (I), Carlo Ferrario (I), Gian Felice Fugazza (I), Pietro Grossi (I), Gottfried Michael Koenig (NL), Igor Lintz-Maués (A), Tod Machover (USA), Angelo Paccagnini (I), Bernard Parmegiani (F), Carlo Pessina (I), Carlo Piccardi (CH), Ubaldo Polonio (I), Terresa Rampazzi (I), Michel Redolfi (F), Pierre Schaeffer (F), Richard Szeremeta (PL), Alvise Vidolin (I), Rossana Maggia (I). 
Depuis 2010, les jurys furent composés de  : Jean-Louis Belmonte (F), Philippe Blanchard (F), Guillaume Caillot (F), Paul Clouvel (F), Pierre Coppier (F), Bernard Donzel-Gargand (F), Juraj Duris (SL), Pierre Jolivet (FR/IRL), Pierre Launay (F), Victor Nubla (E), Dmitry Vasilyev (R), Víctor Aguado Machuca (Spain), Juraj Duris (Slovaquia), Jan Kruml (East Europe), Pierre Jolivet & Louise Rossiter  (UK), Lea Tania lo Cicero (Suisse), Hayashi Kyohei (Japon), Nicolas Malevitsis (Greece), Paulo Raposo (Portugal), Dante Tanzi (Italia), Alexandre Yterce (Paris), Fernando Fadigas (Portugal), Pete Stollery (Scotland), Julie Semoroz (Suisse), Olivier Falcou (France), Vincent Laubeuf (France). 
L'actuelle organisation est la suivante: 
Board members: Philippe Blanchard (CEO), Jan Kruml (CEO Deputy), Louise Rossiter (CEO Deputy), Jean-Louis Belmonte (CFO), Gabin Noir (Adviser).
Responsible area, Jury committee Selection : Philippe Blanchard (FR), Juraj Duris (Slovaquia), Jan Kruml (East Europe), Pierre Jolivet & Louise Rossiter  (UK), Hayashi Kyohei (Japon), Dante Tanzi (Italia),Olivier Falcou (France), Paul Ramage (France), Jean-Louis Belmonte (FR), Gabin Noir (FR).
Depuis 2017, le Prix Russolo est décerné par le public.

## Récipiendaires du Prix Russolo (1979-2024)
1979
- Prix : Denis Dufour[Note 1] (F)[5], Michel Redolfi[Note 2] (F)[6],[7], Alfonso Belfiore (I)
- Mentions : Andrew Bentley (GB), Matrin Burlas (SK), Peter Beyls (B)

1980
- Prix : Stefano Ughi (I), Reed Holmes (USA)[8]
- Mentions : Patrick Kosk[Note 3] (SF), Tate Byron (USA), Frank Royon Le Mee (F)

1981
- Prix : Richard Szeremeta (PL), Maggy Payne (USA), Daniel Arfib (F)
- Mentions : Franco Sbacco (I), Corrado Canepa (I), Frank Royon Le Mee (F), Gianni Di Capua (I), Peter Smith (USA), Jacques Diennet (F), Stefano Farneda (I)

1982
- Prix : Kim Dyett (NZ), Michael Obst (D)
- Mentions : Ricardo Mandolini (D), Kajia Saariaho (SF), Francesco Sardella (I), Corrado Canepa (I)

1983
- Prix : Tsvetan Dobrev (BG), Bertrand Dubedout[Note 4] (F)[9], Frank Royon Le Mee (F), Maria Luisa Bon (I)
- Mentions : Francesco Sardella (I), Lelio Camilleri (I), Corrado Canepa (I), Vincenzo Carlucci (I), Luca Martegani (I)

1984
- Prix : Frank Royon Le Mee (F), Paul Dolden (CDN)[10], Corrado Canepa (I)
- Mentions : Richard Karpen (USA)[11], Richard Szeremeta (PL), Scott A. Wyatt (USA), Tiziano Popoli (I)

1985
- Prix : Christian Calon[Note 5] (CDN)[12],[13], Luigi Finarelli (I), Juraj Duris[Note 6] (SK)
- Mentions : Franco Nanni (I), Andrea Liberti (I), Cort Lippe (F)

1986
- Prix : Paul Dolden[Note 7] (CDN)[14]
- Special mentions: Manuela Rossi (I), Luigi Finarelli (I)
- Mentions : Jacopo Duran-Loriga (E), Manuel Berenguer (E), Roland Jvanez (F)

1987
- Prix : Juraj Duris (SK)[15], Wragget R. D. Wes (CDN), Michele Biasutti (I)
- Mentions : Vidmantas Bartulis (SU), Gilles Gobeil (CDN), Richard Karpen (USA)

1988
- Prix : Claudio Chianura (I), Gilles Gobeil (CDN), Paul Dolden (CDN)
- Special mention: Marilinda Santi (I)
- Mentions : Paul Koonce (USA), Michele Biasutti (I), Robert Rudolf (SK), Fabio Turatti (I)

1989
- Prix : Gilles Gobeil (CDN), Peter Machajdik (SK)
- Special mention: John Oliver (CDN)
- Mentions : Stéphane Roy (CDN), Gerard Trimmel (A), Étienne Saur (F), Robert Normandeau (CND), Faustas Latenas (Lietua)

1990
- Prix : Michael Schell (USA), Robert Normandeau (CDN), Michele Biasutti (I)
- Special mention: André Ruschkowski (D)
- Mentions : Paul Dolden (CDN), Sergio Borsato (I), Graziano Gallo (I)

1991
- Prix : Marek Piacek (SK), Francois Donato (F), Stéphane Roy (CDN)
- Mentions : Marco Airaghi (I), Michele Biasutti (I), Graziano Gallo (I)

1992
- Prix : Stéphane Roy (CDN), Miwa Masahiro (J), Philippe Blanchard (F)
- Mentions : Elio Martusciello (I), Ludger Brümmer (D), Marco Ligabue (I), Michele Biasutti (I), Egils Bebris (CDN), Elio Martusciello (I)

1993
- Prix Musique Électronique : Randall Smith (CDN), Rodrigo Cicchelli Velloso (BRA), Ned Bouhalassa (CDN)
- Mention : Zhang Xiao Fu (Chine)
- Prix Musique Mixte : Xu Shuya (Chine), Jean-François Cavro (F)
- Mention : Giorgio Colombo Tccani (I)
- Prix Musique Radiophonique : Christian Banasik (PL)
- Mention : Philippe Blanchard (F), Randall Smith (CDN)

1994
- Prix Musique Électronique : Mario Marcelo Mary (ARG), Akemi Ishijama (JAP), Alistair McDonald (GB)
- Mentions : Robert Scott Thompson (USA), Frank Schweizer (BRD), Mathew Atkins (GB)
- Prix Musique Mixte : Rodrigo Cicchelli Velloso (BRE), Michele Biasutti (IT), Joseph Hyde (GB)
- Mentions : Nevill Hall (SLO), Katharine Norman (GB), Jean François Cavro (F)
- Musique Radiophonique : Mentions  Evan Chambers (USA), Marc Tremblay (CND)

1995
- Prix Musique Électronique : Joseph Hyde (GB), Francesco Giomi (I), Manolo Remidi (I)
- Mentions : Rodrigo Cicchelli Velloso (BR), Darren Copeland (CDN), Eduardo R. Miranda (GB)
- Prix Musique Mixte : Jon Christopher Nelson (USA), Randall Smith (CDN)
- Mentions : Rodrigo Cicchelli Velloso (BRA), Pierre Jodlowski (F)

1996
- Prix Musique Électronique : Antonio Gatti (I), Rose Dodd (E), David Monacchi (I)
- Mentions : Katharina Klement (A)
- Prix Musique Mixte : Flo Menezes (BR), Manuel Rocha Iturbide (Mexico), Fabrizio Ferrari (I)
- Mentions : Riccardo Santoboni (I)
- Prix Musique Radiophonique : Matthias Schneider (D), Georg Weidinger (A), Donnaha Dennehy (IR)
- Mentions : François Giraudon (F)

1997
- Prix Musique Électronique : Chin-Chin Chen (RPC), Manuel Rocha Iturbide (Mexico), Giovanni Verga (I)
- Mentions : Vincent Benoit (F)
- Prix Musique Mixte : non décerné
- Mentions : Francesco Giomi (I)

1998
- Prix Musique Électronique : Riccardo Santoboni (Italie), Cyril Kestellikian (France), Eduardo Reck Miranda (Brésil)
- Mentions d'honneur : Bérangère Maximin (France), François Pedno Jan (Canada), Walters Andrews (USA)
- Prix Musique Mixte : Sergej Dmitriev (Suède), Natasha Barrett (GB), Paul Clouvel (France)
- Mentions d'honneur : Chin-Chin Chen (Chine), Angiolino Sormani (Italie)
- Prix Musique Radiophonique : Georg Weidinger (Autriche), Giuseppe Finotto (Italie)
- Mentions d'honneur : Dimitri Coppe (Belgique), Michael Heisch (Suisse)

1999
- Prix Musique Électronique : Rodrigo Sigal (Mexique), Mario Valenti (Italie), Mario Lorenzo (Argentine)
- Mention : Craig T. Walsh (USA)
- Prix Musique Mixte : Craig T. Walsh (USA), Michael Edwards (Autriche)
- Mention : Cyril Kestellikian (France)
- Prix Musique Radiophonique : non attribué
- Mentions : Hsin-Wen Tsao, Bernard Durand (France)

2000
- Prix Musique Électronique : Judith Ring (Irlande), Ching-chiang Liu (Taïwan), Daniel Mayer (Autriche)
- Mentions : Theodore Lotis (Grèce), Frédéric Kahn (France), Ivana Busu (Italie)
- Prix Musique Mixte : Mathew Adkins (Angleterre), Massimo Carlentini (Italie), Mike Frengel (USA)
- Mentions : Rodrigo Sigal (Mexique), Seung Yon Lee (Corée), Michael Edwards (Autriche), Fabio Gorodski (Bresil)
- Prix Musique Radiophonique : Yannick Dauby (France)
- Mentions : John Mallia (USA)

2001
- Prix Musique Électronique : Hideko Kawamoto (Japon), Paul Noel (USA), Guillermo Fabian (Argentine)
- Mentions : Mathew Adkins (GB), Michael Edwards (Autriche), Alessandro Petrolati (Italie)
- Prix Musique Mixte : Jean-François Laporte (Canada), Maja S. K. Ratkje (Norvège), Pablo Garcia (Mexique)
- Mentions : Mei Fang Lin (Chine), Rodrigo Sigal (Mexique)

2002
- Prix Musique Électronique : Larisa Montanaro (USA), Peter Andrew Gilbert (USA), David Berezan (Canada), Erdem Helvacioglu (Turquie)
- Mentions : Kyongmee Choi (Corée du Sud), Theodore Lotis (Grèce)
- Prix Musique Mixte : Rogelio Sosa (Mexique), Jesper Nordin (Suède) Paul Wilson (Irlande)
- Mentions : Matthew Burtner (USA)

### 2010 à aujourd'hui
2010
- 1er Prix Russolo : Yota Kobayashi (Japon)
- 2e Prix Russolo : Marios Joannou Elia (Chypre)
- 3e Prix Russolo : Valérie Delaney (Canada)
- Mention Rossana Maggia : Sergy Khismatov (Russie)
- Mention Franco G. Maffina : Sebastian Peter (Allemagne)
- Mention Spéciale du Jury : Joan Bagés i Rubí (Espagne)

2011
- 1er Prix Russolo ex aequo : Donal Sarsfield (Irlande)
- 1er Prix Russolo ex aequo : Georges Forget (France)
- 3e Prix Russolo : Alejandro Casales Navarrete (Mexique)
- Mention du Jury : Hayashi Kyohei (Japon)
- Mention du Jury : Cendrine Robelin (France)
- Mention Rossana Maggia : Junya Oikawa (Japon)
- Mention Franco G. Maffina : Victor Hurtado Torres

2012
- Luigi Russolo Grand Prix: Timothy Schmele (Allemagne)
- 1er Prix Luigi Russolo : Timothy Schmele (Allemagne)
- 2e Prix Luigi Russolo : Steven Snethkamp (USA)
- 3e Prix Luigi Russolo : Carlos David Perales Cejudo (Espagne)
- Mention Gianfranco Maffina : Theodore Karkatselas (Grèce)
- Mention Rossana Maggia : Esteban Zúñiga (Mexique)
- Mention spécial du jury : Salem Osamah Hasan Abdel Majid (UK)

2013
- Grand Prix Luigi Russolo : Lee Fraser (UK) Vision of Ezekiel
- 1er Prix Luigi Russolo : Sina Fallahzadeh (Iran) Étoiles filantes
- 2e Prix Luigi Russolo : Lee Fraser (UK) Vision of Ezekiel
- Mention Gianfranco Maffina : Jullian Hoff (France) Home
- Mention Rossana Maggia : Simone Faliva (Italie) L’Essence du réel
- Mention spécial du jury : John Nichols III (USA) The Ways

2014
- Grand Prix Luigi Russolo et 1er Prix Luigi Russolo : John Nichols wIII (USA) Age
- 2e Prix Luigi Russolo : Loïse Bulot (FR) Kali-yuga & Sunjin Lee (Corée-du-Sud) Les Ailes
- 3e Prix Luigi Russolo Award : Franco Alberto Pellini (ARG) Forêt
- Mention Gianfranco Maffina : Pietro Dossena (IT) Santa Barbara portraits
- Mention Rossana Maggia : Franco Alberto Pellini (ARG) Forêt
- Mention spécial du jury : Bihe Wen (Chine) Vague Image

2015
- Grand Prix Russolo et 1er Prix Russolo Star Celebration de Kyohei Hayashi (Japan)
- 2e Prix Luigi Russolo 4 portraits parmi les 12 de Paul Ramage (France)
- 3e Prix Luigi Russolo Meridian de Edwin Kenzo Huet (USA)
- Gianfranco Maffina Mention for the tone-colour exploration: Fantasia pour Nikola Tesla de Alessandro Ratoci (Italia)
- Rossana Maggia Mention for the innovation in the use of the human voice: Prize not awarded
- Bernard Donzel-Gargand Mention for the bast narrative work: Jupiter de Florent Colautti (France)
- Jury Special Mention: Dis-till-action de Ariadna Alsina (Barcelona)
- The Audience Award: Jupiter de Florent Colautti (France)

2016
- Prix Russolo du Public 2016 : Léo Pacquelet pour son film Excroissance
- Prix Russolo 2016 : Simón Pérez Gratis
- Finalistes : Camille Benarab-Lopez, Vincent Guiot, Lea Tania Lo Cicero, Nicolas Marty, Eric Parren, Ravi Shardja, Julie Semoroz.

2017
- Grand Prix Russolo : Damián Lauraro Gorandi La Machinerie d’un imaginaire
- Prix Russolo du Public : Jan Kruml Fragile
- 87 participants de 24 pays

Finalistes : James Andrew Babcock, Julie Mondor, Pablo Bas, Hideki Umezawa, Armando Balice, Vitaly Lebukhorsky.
2018
- Prix Russolo 2018 : François Buffet Anabasis
- 138 participants de 31 pays
- Finalistes : Renaud Bajeux, Lisandro Barbato, Jean-Louis Hargous, Hamish Hossain, Pedro Linde & Jaime Reis

2019
- Prix Russolo 2019 : Eduardo Palacio Cycle et rupture
- 131 participants de 28 pays
- Finalistes: Ensemble Batida + D.Poissonnier + T.Perrodin, Luca Forcucci, Nicola Fumo Frattegiani, Panayiotis Kokoras, Nahuel Litwin, Emma Souharce

2020/21
- Prix Russolo 2021 : Louise Rossiter "Synapse"
- 161 participants de 38 pays
- Finalistes: Alex Buck, Alisa Kobzar, Junzuo Li, Joao Pedro Oliveira, Louise Rossiter, Dimitrios Savva, Adam Stanovic.

2022
- Prix Russolo 2022 : Diego Ratto "Kom"
- 108 participants de 36 pays
- Finalistes: Daniel Blinkhorn (Australia), Alex Buck (USA),Theodoros Lotis (Greece), Ingvar Loco Nordin (Sweden), Diego Ratto (Italia), Leah Reid (USA), Asahi Yamanoshita (Jap).

2023
- Prix Russolo 2023 : Manfredi Clemente (Italia) "Oubliez-moi sous ces cèdres"
- 152 participants de 34 pays
- Finalistes: Alexis Blais (Canada), Manfredi Clemente (Italia), Sangwon Lee (South Korea), Otto Iivari (Estonia), Pauline Patie (France), Antoine Tirmarche (Fr), Romain Perrot (Fr).

2024
- Prix Russolo 2024 : Jean-Marc Duchenne (France) "Les pieds dans la tête"
- 168 participants de 38 pays
- Finalistes: Chuang Chuang Fan (Chine), Enrico Dorigatti (IT), Ana Gonzalez Gamboa (Equateur), Camille Lacroix (FR), Iris Lancery (FR), Roxanne Turcotte (Canada).
- Par ailleurs, ont été nominés par le jury de sélection : Jorge Antunes, Natasha Barrett, Luc Collivasone, Elena Ghigas, Henri Heuze, Theodoros Karkatselas, Panayiotis Kokoras, Xizan Liu, Cameron Naylor, Vincenzo Procino, Francesco Santagata, Simon Serc, Valentin Sismann,

## Publications
- Le prix fait l'objet, depuis 1995, d'une production discographique qui perdure. Ces CD ont d'abord été publiés par la Fondazione Russolo-Pratella en Italie[16],[17] puis, lorsque le concours s'est déplacé de la ville de Varese (Italie) à Annecy, par Studio Forum / Bruit de la neige en France[18],[Note 8].
- Le Prix Russolo / Bruit de la neige a traduit en français et édité le dernier livre de Luigi Russolo Au-delà de la matière, 1938.
- Dialoghi fra l'Io e l'Anima- Gli ultimi pensieri di Luigi Russolo con l'edizione critica dell'autografo, a cura di Giuliano Bellorini, Anna Gasparotto, Maria Luisa Gasparotto, Editore Olscki Firenze 2022.
- A. Gasparotto, M.L. Gasparotto, F.Tagliapietra "Maria Zanovello, Sposa e compagna di Luigi Russolo, Due pellegrini" 2018 Macchioni
- Maria Zanovello Russolo "L’uomo, l’Arte" 1958 Cyril Corticelli
- Gian Franco Maffina "Luigi Russolo e l'Arte dei rumori" Martano editore torino
- Emanuela Ortis "Luigi Russolo da Portogruaro a Milano. I Russolo una famiglia di Musicisti"  Accordi.
- Luciano Chessa "Luigi Russolo, Futurist : Noise, Visual Arts, and the Occult" 2012 University of California Press
- Mattia Lapperier "Luigi Russolo incisore", Catalogue generale delle acqueforti, Vanilla Edizioni 2020
- Chaque Prix Russolo est publié depuis 2020 sur le bandcamp : https://ateliernautilus.bandcamp.com/